# 二子玉川ライズ

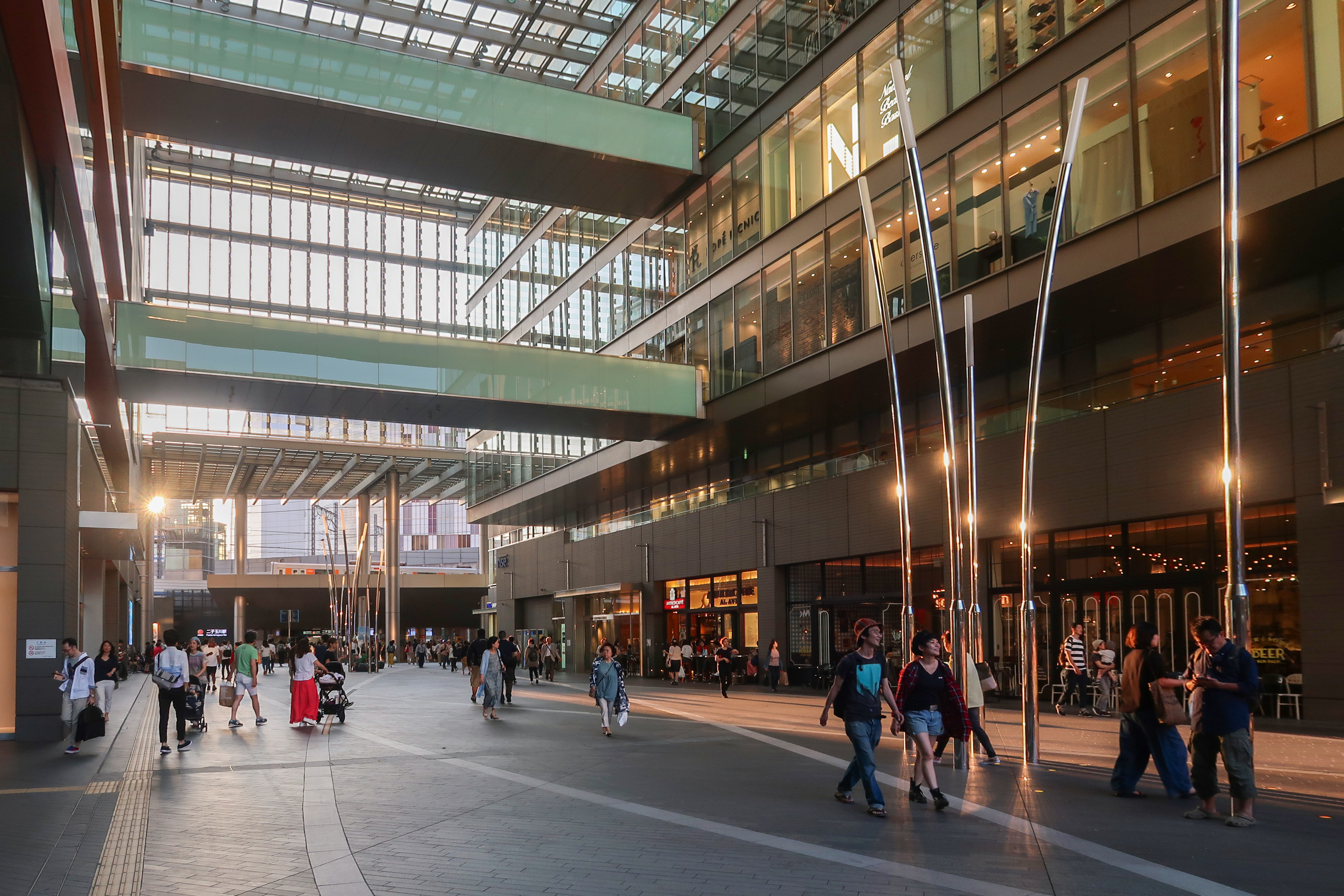
二子玉川ライズ（2011年11月）

二子玉川ライズ（ふたこたまがわライズ）は、東京都世田谷区玉川（二子玉川）に所在する東急グループの複合施設である。
再開発で生まれた街で、再開発組合の施行で約11.2haの開発事業地にショッピングセンター、オフィスビル、バスターミナル、タワーマンションなど集合住宅のほか、それに連続し世田谷区によって約6.3haの二子玉川公園も整備された。

## 概要
1969年に二子玉川駅西口に髙島屋が出店し玉川高島屋S・Cが誕生すると、その影響から東口側は活気が失われていった。そこで活気を取り戻そうと1982年6月、二子玉川東地区で「再開発を考える会」が発足する。考える会は都市再開発に実績のあったRIAに声を掛け、世田谷区とも調整を図りながら、多摩川と武蔵野台地が削り取られてできた河岸段丘が広がる立地ならではの眺望を活かそうと、事業全体の開発コンセプトを「都市から自然へ」に定め計画を練り上げた。
当初の計画ではオフィスと商業施設だけを建設する予定だった。これは二子玉川が東急田園都市線で渋谷まで15分という好立地にあり、事業として成り立つという判断からだった。しかし1991年に施設計画原案が完成した頃にバブル景気が崩壊し、オフィス・商業施設案は暗礁に乗り上げた。このため準備組合とRIAを中心に計画の見直しを進め、バブル崩壊後もオフィス需要と比べ住宅地としての二子玉川の人気は衰えが少なかったことを踏まえ、Ⅲ街区に1000戸程度の分譲住宅を設けることで関係者が合意に達した。
二子玉川ライズは、二子玉川園の閉鎖後に暫定設置された二子玉川タイムスパーク跡地などに整備されたもので、東西に大きく3つの街区があり、中央の街区を第2期に回し開発が着手され、2010年にⅢ街区の住宅ゾーンが完成。翌年春に駅近くの商業施設がオープンして第1期が完成し、3月19日に街開きした。それから4年後の2015年、Ⅱ-a街区に5階建ての低層棟と30階建ての高層棟が完成し、検討開始から33年を経て全体が完成を迎えた。事業地は西端の駅周辺から二子玉川公園や多摩川まで「リボンストリート」と呼ぶ1本の歩道が貫かれている。
事業を2期に分けて行った理由は、事業の長期化から途中で亡くなった地権者も少なくなかったため、地権者の負担を少しでも軽くしようと、住宅や商業施設を先に完成させる方法を採ったからである。これによって地権者は第1期で完成した住宅に早期に移り住むことができた。
総事業費は、第1期が1029億1700万円、第2期が411億3940万円だった。
外部認証として、二子玉川東第二地区第一種市街地再開発事業において、JHEP認証制度の最高ランク (AAA)を受けている。

## 歴史
- 1982年（昭和57年）- 二子玉川東地区で「再開発を考える会」発足。
- 2007年（平成19年）- 二子玉川駅東地区市街地再開発着工[9]。
- 2010年（平成22年）- 二子玉川ライズオークモール・バーズモール開業・二子玉川ライズタワー&レジデンス竣工[9]。
- 2011年（平成23年）- 二子玉川ライズ街開き（二子玉川ライズ・ショッピングセンター開業・二子玉川ライズ・ドッグウッドプラザ開業）[9]。
- 2013年（平成25年）- 二子玉川公園の一部が開園。
- 2015年（平成27年）- 二子玉川ライズ第2期事業開業（テラスマーケット、シネマコンプレックス、ホテル）[10][11]。

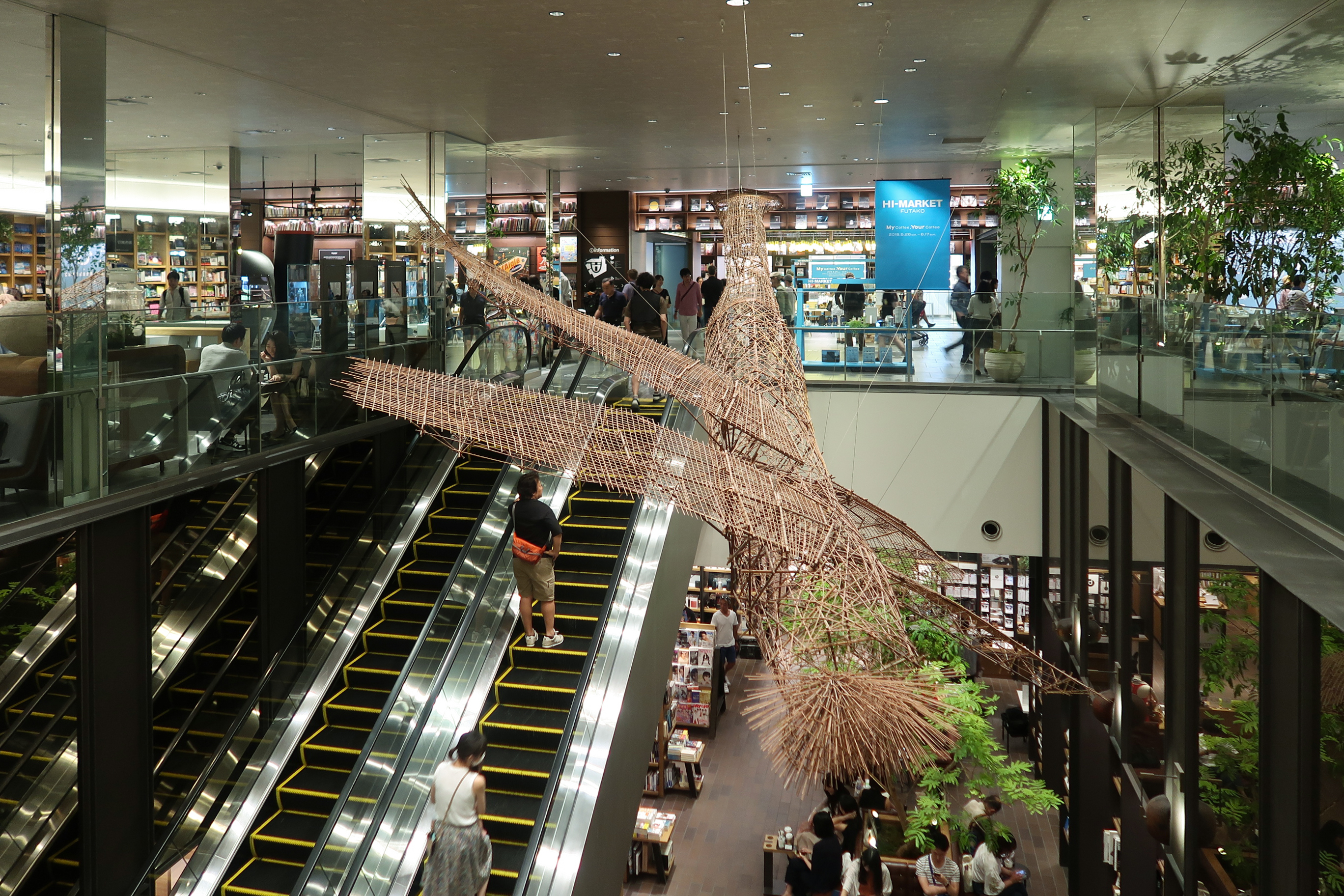
二子玉川 蔦屋家電

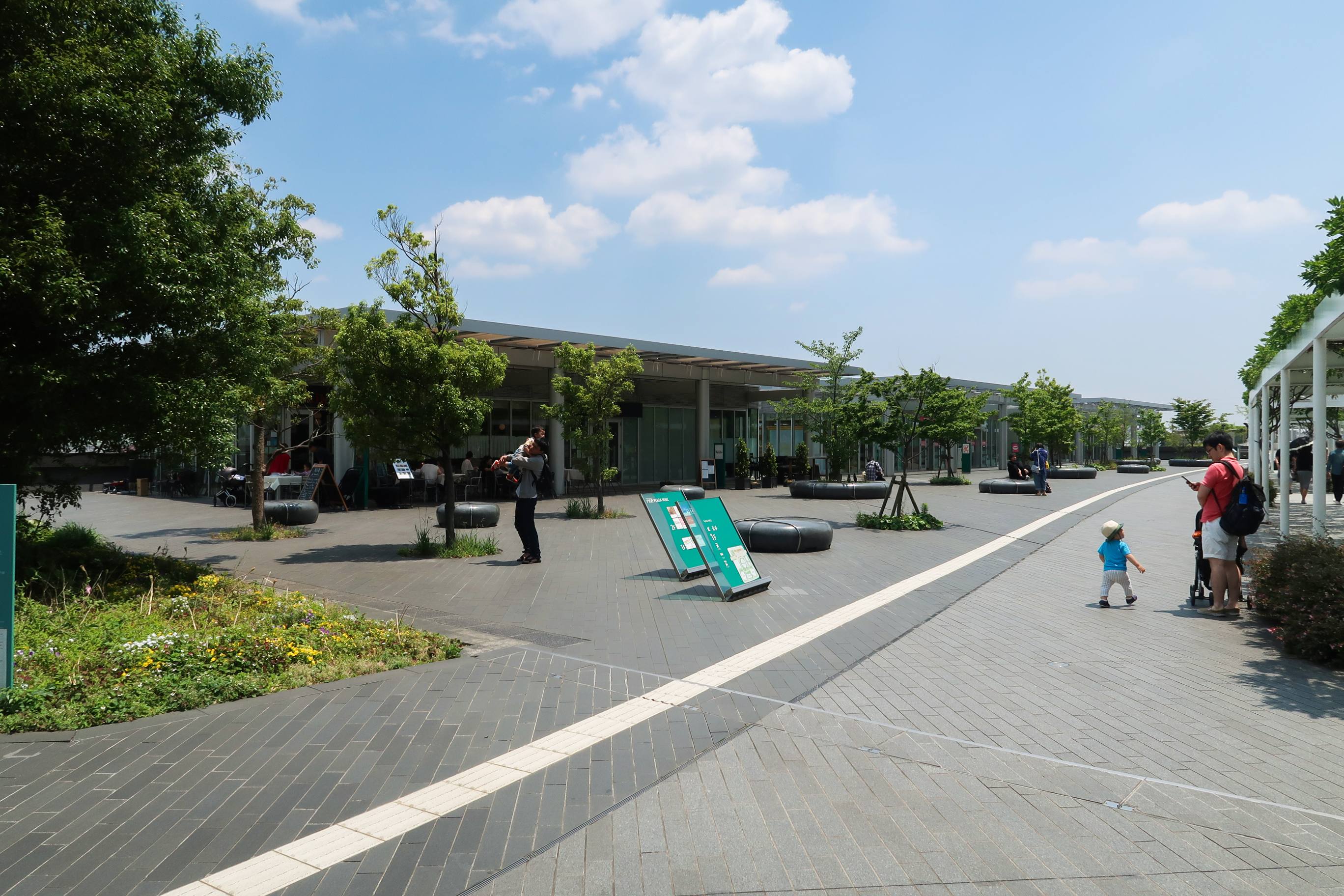
二子玉川ライズプラザモール

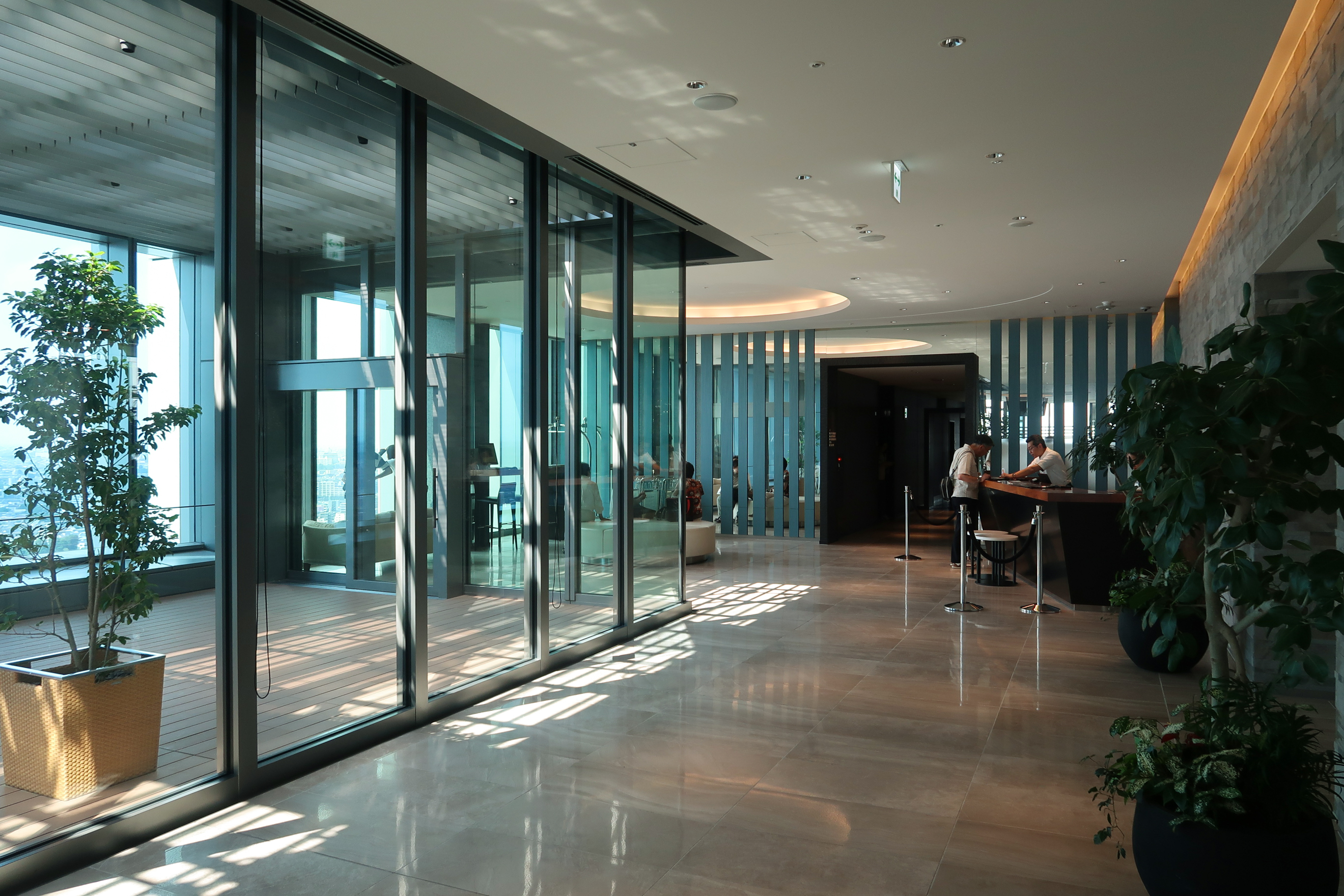
二子玉川エクセルホテル東急

## 街区の概要

### Ⅰ-a街区
- 二子玉川ライズ・ドッグウッドプラザ

レストランや物販店舗が入る8フロアの商業施設。
1987年に開業し、2007年に再開発に伴い閉鎖された商業施設「Dogwood Plaza」をリニューアルする形でオープンしたもの。過去の施設には中庭にオープンテラスがあり、商業施設で購入した飲食物を食べることができた。「ドッグウッド」はハナミズキの英名で、二子玉川周辺の国道246号線沿いにハナミズキが植えられ、別名「花みずき通り」とも呼ばれることから命名された。

### Ⅰ-b街区
多摩川側から、オフィス棟の二子玉川ライズ・オフィス、ガレリア、商業施設の二子玉川ライズ・ショッピングセンターおよび二子玉川ライズ・オークモールがある。

### Ⅱ-a街区
商業施設の入る低層棟とオフィスとホテルが入る高層棟の2棟が位置する。

#### 低層棟
2階にリボンストリートとつながる中央広場を置き、3・4・5階レベルにビオトープや菜園が3ヵ所に配置されている。カルチュア・コンビニエンス・クラブ運営の家電店『蔦屋家電』、iTSCOM STUDIO & HALL （多目的ホール）、109シネマズ二子玉川等がある。

#### 高層棟
- 楽天クリムゾンハウス

楽天が2015年6月22日より同社の本社機能を順次、品川シーサイドフォレストノースタワーから移転し、9月下旬に一部の関係会社を除き概ね移転を完了した。東急が楽天に誘致を働きかけ、楽天は高層棟2階から27階のオフィスゾーンに本社を移した。その効果は絶大で、二子玉川駅の1日の乗降人員は17年度に約16万人と、誘致前の14年度から26%増えたという。
- 二子玉川エクセルホテル東急

2015年7月17日開業。高層棟28階から30階に入り、客室数は106室。

### Ⅱ-b街区
- 二子玉川ライズ・バーズモール

再開発以前にこの地域で商売を営んでいた地権者を中心とする店舗と住宅が入る。

### Ⅲ街区
- 二子玉川ライズ・タワー&レジデンス

二子玉川東地区市街地再開発組合、東京急行電鉄、東急不動産が開発。総戸数1038戸で3棟のタワー棟、2棟のレジデンス棟からなる。RC造（一部S造）。施工は大成建設。2011年度グッドデザイン賞受賞。
- 二子玉川ライズ・プラザモール

クリニック、調剤薬局、保育園等、9店舗が所在。

### 公園
- 二子玉川公園

再開発前の二子玉川ライズの敷地は、半分近くが都市計画公園区域にかかっており、そのまま再開発しても事業性を確保することが難しかった。そこで世田谷区は1989年に都市計画を変更。公園の区域を駅から遠い東側に移動させ、Ⅲ街区に隣接して約6.3haの二子玉川公園を整備し、区が管理している。

### バスターミナル
- 二子玉川ライズ・楽天クリムゾンハウスバスターミナル

二子玉川ライズ・楽天クリムゾンハウスの1階に設置されたバスターミナルには東急バスと各線の共同運行会社が運行する羽田空港、成田空港への空港連絡バスと東京ディズニーリゾート方面、御殿場プレミアム・アウトレット・富士急ハイランド・河口湖駅方面、軽井沢駅・北軽井沢・草津温泉方面、【夜行高速バスパイレーツ号】愛媛県新居浜市・西条市・今治市方面への高速バスが出発する。

## ギャラリー

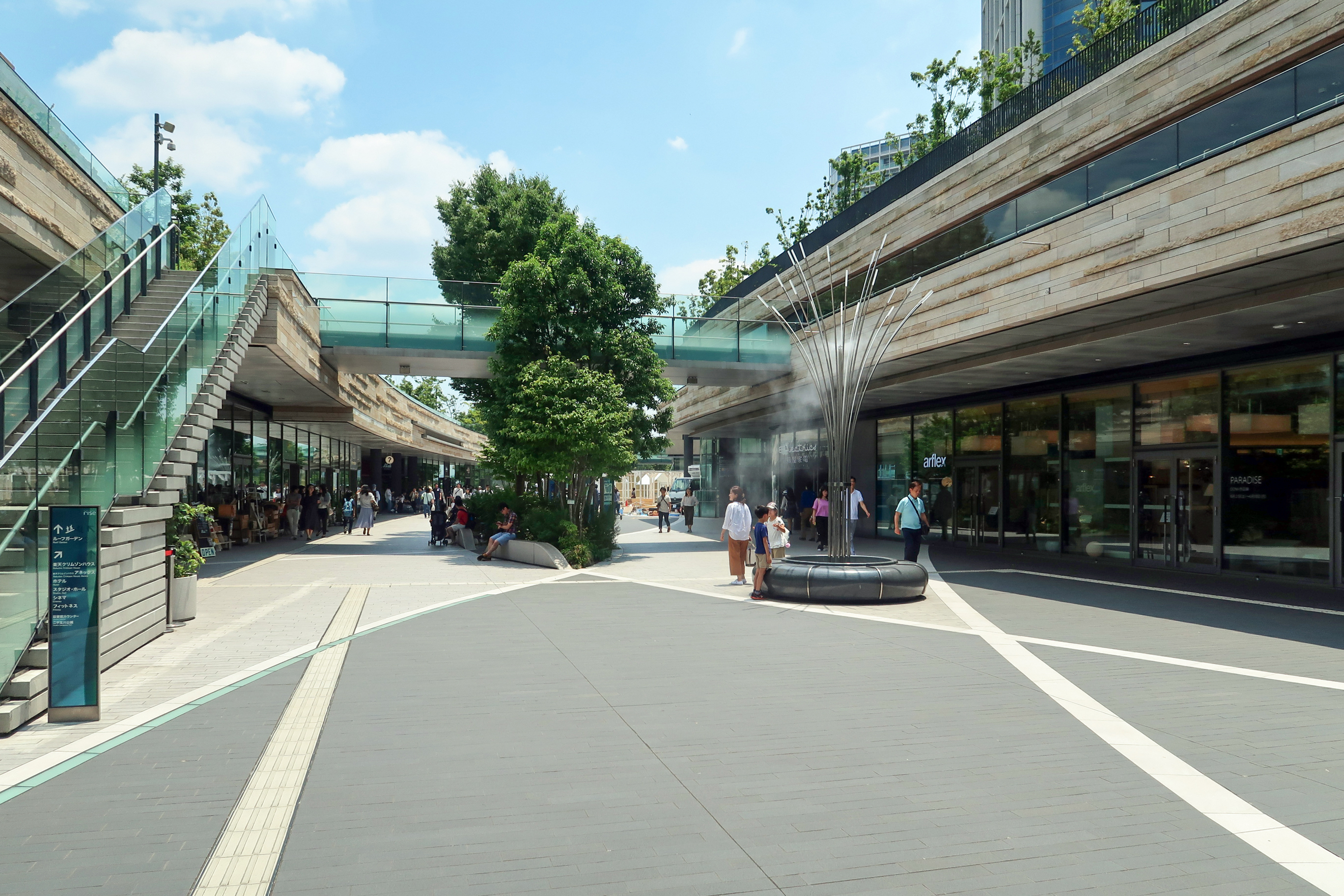
二子玉川ライズ S.C. テラスマーケット
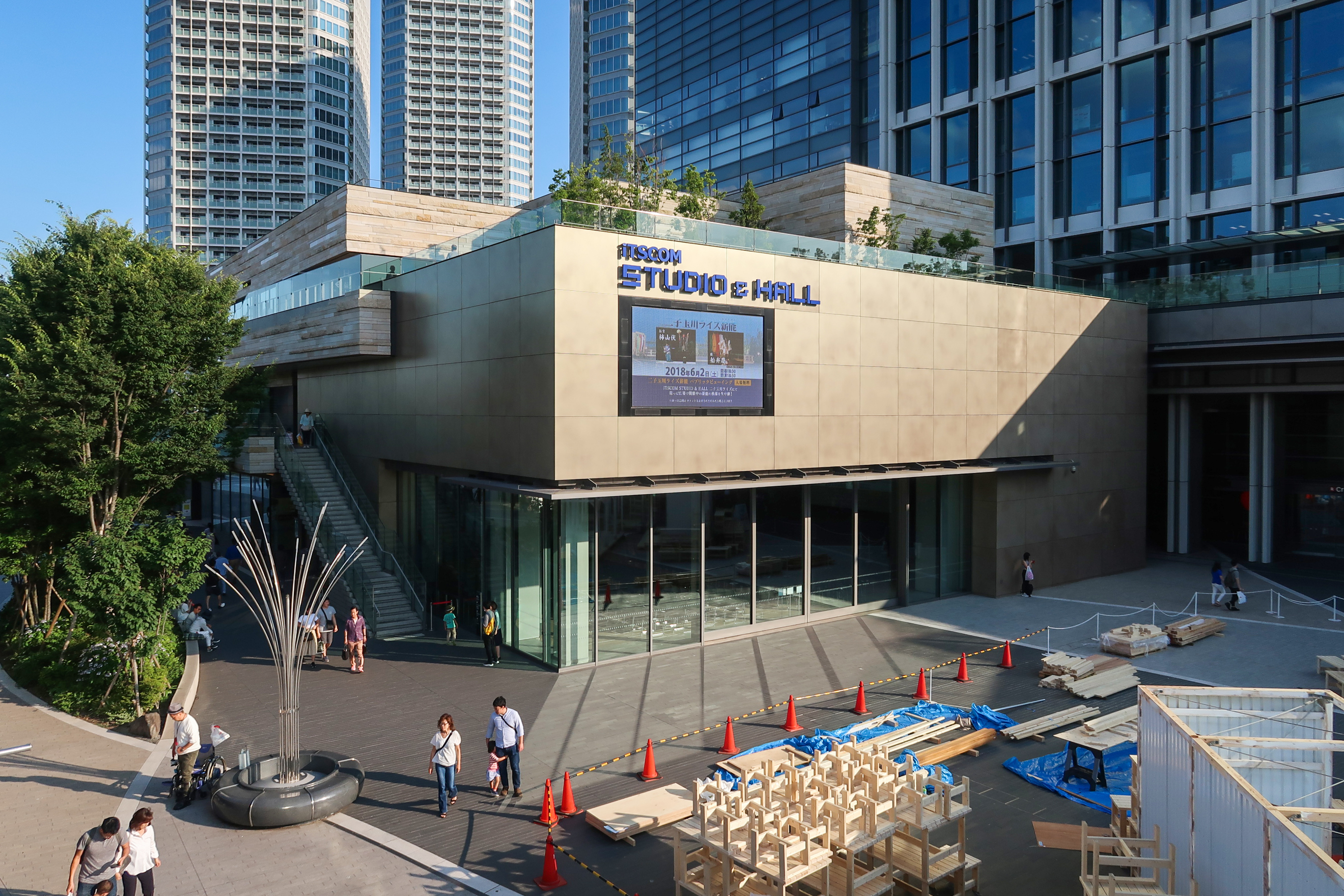
二子玉川ライズ
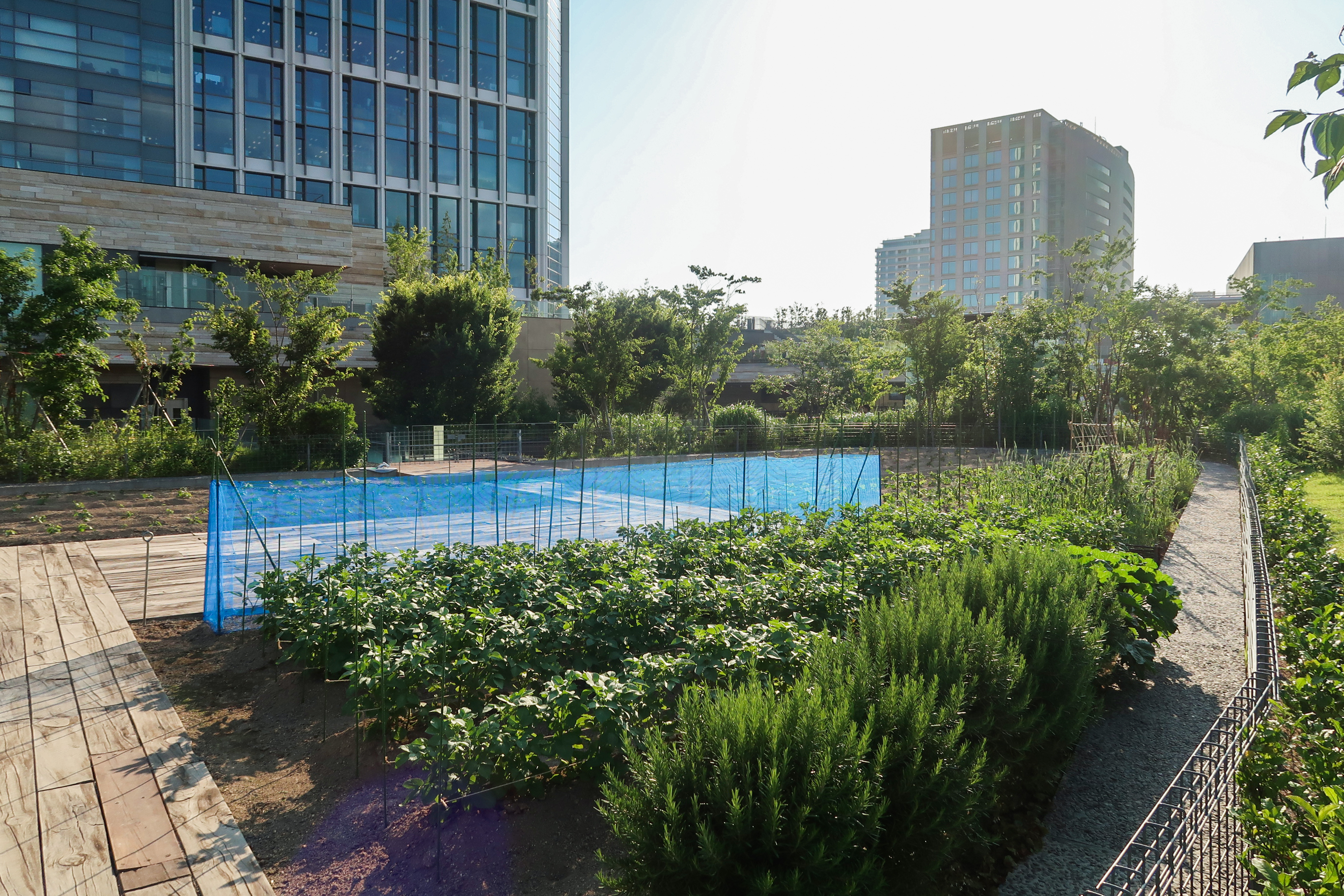
3階菜園広場
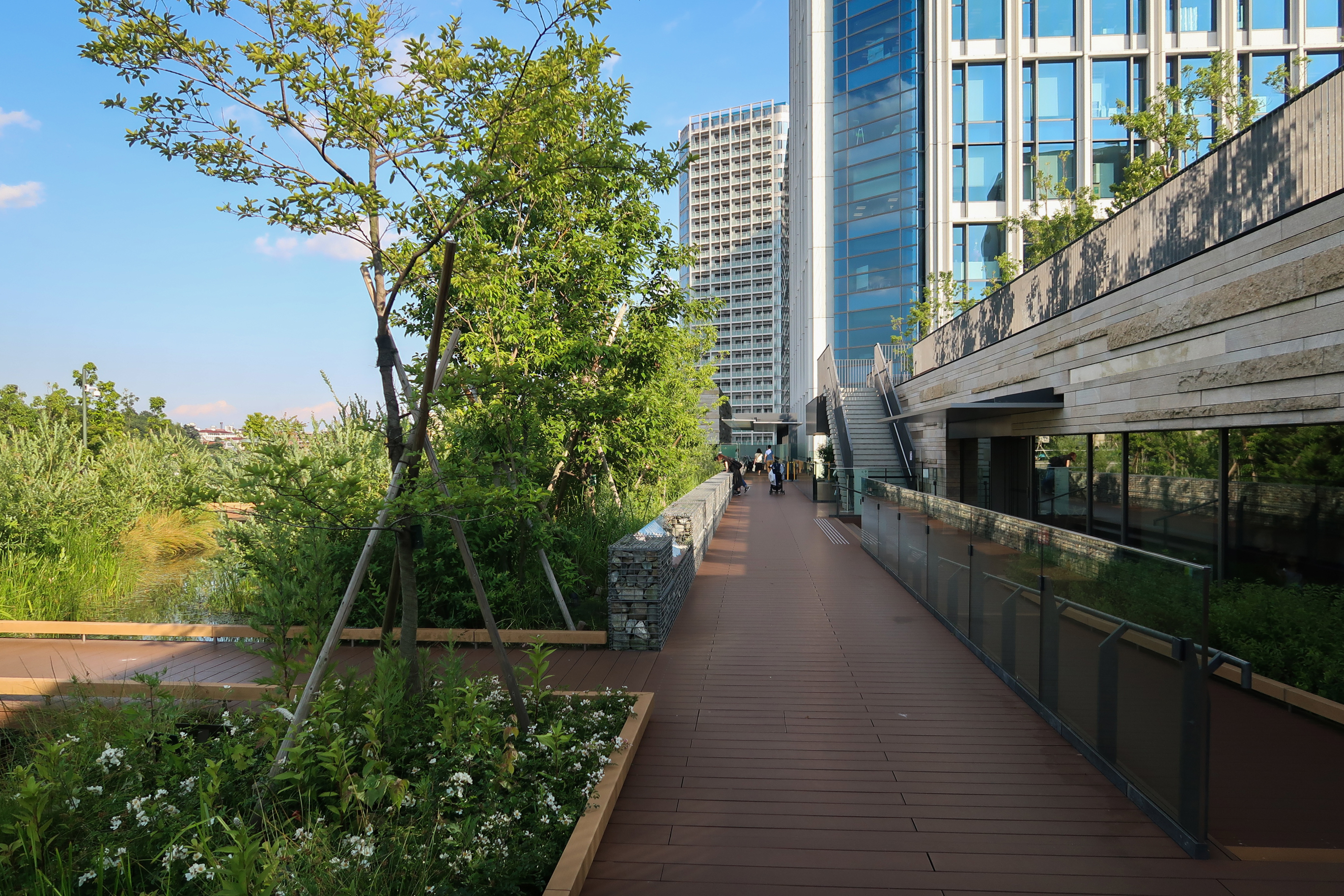
4階めだかの池
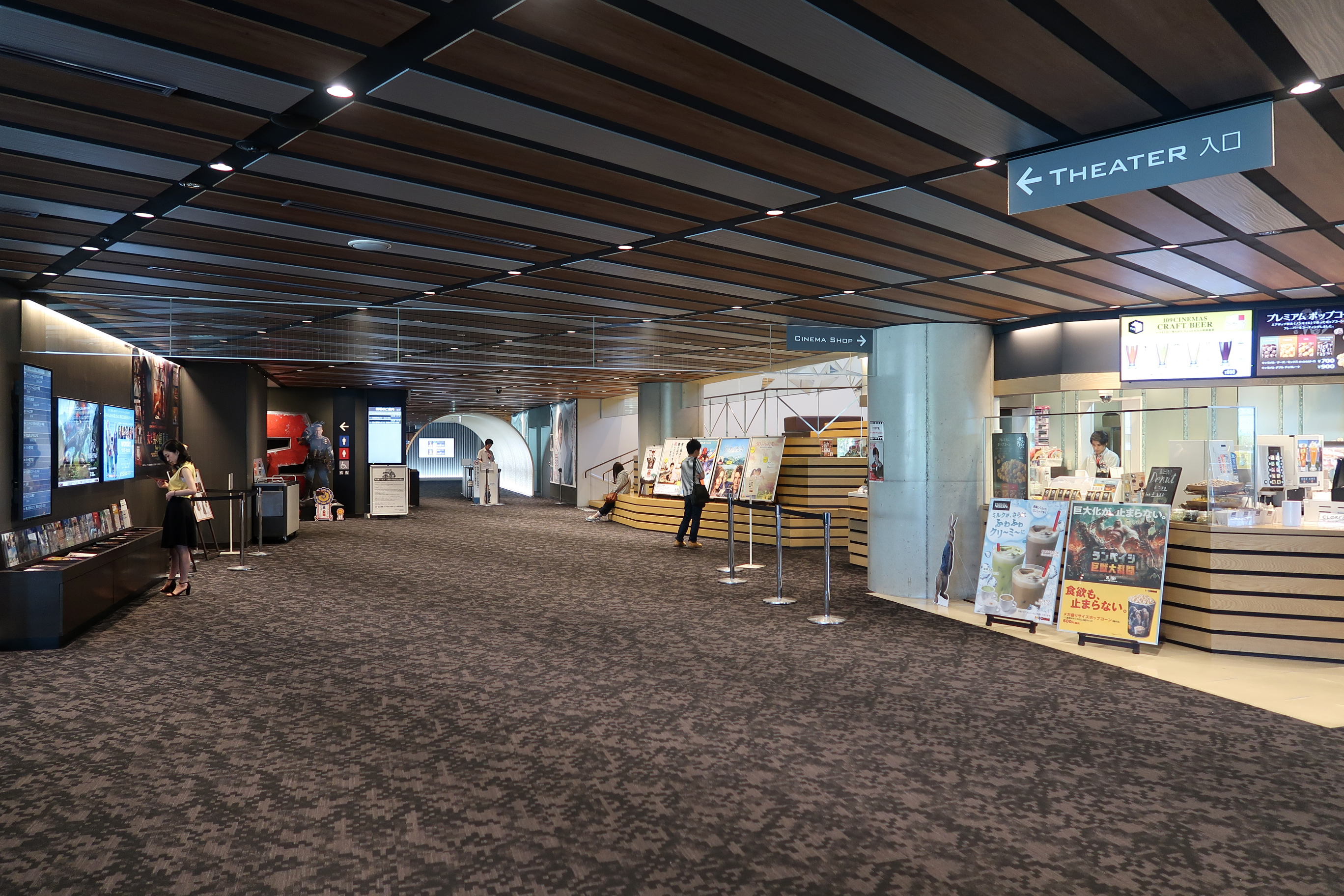
4階109シネマズ二子玉川